# Photinia pilosicalyx
Photinia pilosicalyx är en rosväxtart som beskrevs av Yu. Photinia pilosicalyx ingår i släktet Photinia och familjen rosväxter. Inga underarter finns listade i Catalogue of Life.